# Cesur ve Güzel
Cesur ve Güzel (francais: le Brave et la Belle) est une série télévisée,(telenovela) turque produite par la maison de production turque Ay Yapım et diffusée pendant la saison 2016-2017 du 10 novembre 2016 jusqu'au 22 juin 2017.
Star TV (Turquie), Mettant en vedettes les deux célèbres stars et mannequins turc Tuba Büyüküstün et Kıvanç Tatlıtuğ.
En France, la série est diffusée sur Diamants TV et est disponible sur 6play sous le titre de Brave and Beautiful

## Synopsis
Cesur revient à Korludağ, une petite ville en dehors d'Istanbul, pour se venger de Tahsin Korludağ en raison de l'inimitié de sa famille. Cesur rencontre Sühan Korludağ d'une manière inattendue, et lorsqu'il découvre qu'elle est la fille de Tahsin Korludağ, il décide de l'utiliser pour affaiblir son père. Mais leur réunion changera les destinées de chacun autour d'eux. L’amour apparaîtra dans leurs vies et les plans de vengeance seront troublés.

## Distribution

### Acteurs principaux

Photos des acteurs principaux
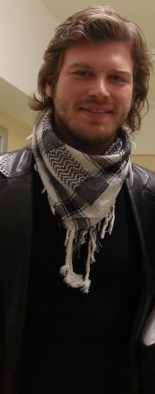
Kıvanç Tatlıtuğ interprète Cesur Alemdaroğlu/Cesur hassan karaoğlu.
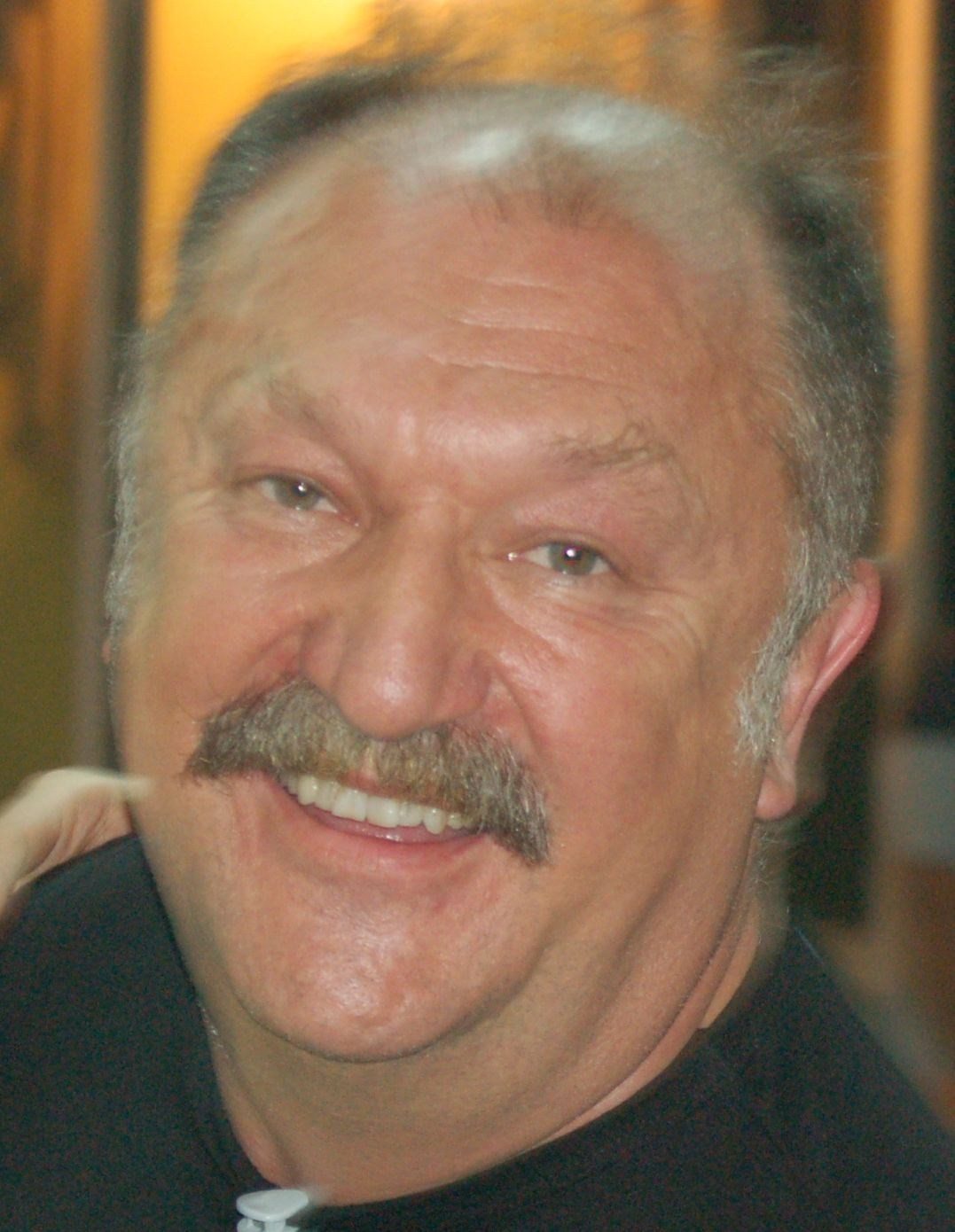
Tamer Levent interprète Tahsin Korludağ

- Kıvanç Tatlıtuğ : Cesur Alemdaroğlu
- Tuba Büyüküstün : Sühan Korludağ
- Tamer Levent : Tahsin Korludağ
- Erkan Avcı : Korhan Korludağ
- Serkan Altunorak : Bülent Aydınbaş
- Sezin Akbaşoğulları :Cahide Korludağ
- Devrim Yakut : Mihriban Aydınbaş
- Nihan Büyükağaç : Adalet Korludağ
- Firat Altunmeşe : Kemal
- Irmak Örnek : Şirin
- Okday Korunan : Salih
- Gözde Türkpençe : Banu
- Işıl Dayoğlu : Reyhan
- Zeynep Kızıltan : Hülya
- Cansu Türedi : Necla

## Bande originale
- Titre: : Cesur ve Güzel (Original Soundtrack)
- Artistes: Toygar Isikli
- Langue: Turc
- Date de sortie: 7 juin 2017
- Nombre de pistes: 32
- Label: Arven Records

| No. | Titre de la chanson                    | Duration |
| --- | -------------------------------------- | -------- |
| 1.  | Cesur ve Güzel Jenerik Müziği          | 1:20     |
| 2.  | Kalbimin Sesi / Cesur (Islık Versiyon) | 1:19     |
| 3.  | Ruhum Senin / Sühan & Cesur            | 1:26     |
| 4.  | Aşk Yolum                              | 1:19     |
| 5.  | Tahsin Korludağ                        | 1:42     |
| 6.  | Seni Düşünmek                          | 1:01     |
| 7.  | Yolum Sana Doğru / Her Halin Güzel     | 1:19     |
| 8.  | İçimdeki Yanardağ                      | 1:23     |
| 9.  | Labirent                               | 1:49     |
| 10. | Acı Aşk / Sühan                        | 2:27     |
| 11. | Kalbine Sor                            | 1:00     |
| 12. | Aşk ve Gurur / Bülent                  | 1:37     |
| 13. | Kalbimin Sesi (Çello Versiyon)         | 2:38     |
| 14. | Rıza                                   | 2:36     |
| 15. | Vazgeçmedim / Aşk Mevsimim             | 1:32     |
| 16. | Alemdaroğlu                            | 1:16     |
| 17. | Kördüğümün İçinde                      | 2:00     |
| 18. | Senden Uzak                            | 1:32     |
| 19. | Yalanlar Üstüne / Cahide               | 1:19     |
| 20. | Beni Niye Sevmedin / Korhan            | 1:32     |
| 21. | Kumpas                                 | 1:18     |
| 22. | Yüreğim Bin Parça / Cesur              | 2:15     |
| 23. | Kayıp Aşk / Banu & Bülent              | 1:46     |
| 24. | Aşk Oyunu                              | 0:50     |
| 25. | Yangın                                 | 1:20     |
| 26. | Herşeye Rağmen / Adalet                | 1:23     |
| 27. | Kalbimin Sesi (Gitar Versiyon)         | 1:20     |
| 28. | Elimde Değil                           | 0:48     |
| 29. | İlk Dokunuş                            | 1:06     |
| 30. | Günaydın Mutluluk                      | 0:55     |
| 31. | Kırık Kalp / Mihriban                  | 1:09     |
| 31. | Boşluk                                 | 0:45     |

## Production

### Diffusion internationale
| Country        | Network | Local title                                | Series premiere  | Timeslot |
| -------------- | ------- | ------------------------------------------ | ---------------- | -------- |
| Chypre du Nord | Star TV | Cesur ve Güzel                             | 10 novembre 2016 | 20:00    |
| Grèce          | ANT1    | Μοιραια ελξη                               | 20 mars 2017     | 16:30    |
| Pakistan       | Urdu1   | ایک حسینہ ایک دیوانہ Ek Haseena Ek Deewana | 5 avril 2017     | 21:00    |
| Colombie       | Canal 1 | Cesur ve Güzel / Valiente y Hermosa        | Août 14 2017     | 20:00    |
| Italie         | Rete 4  | Brave and Beautiful                        |                  |          |

### Episodes
| Saison | Épisodes | Début de saison  | Fin de saison | Chaine TV |
| ------ | -------- | ---------------- | ------------- | --------- |
| 1      | 32       | 10 novembre 2016 | 22 juin 2017  | Star TV   |